# باري الكسندر براون
باري الكسندر براون (بالإنجليزية: Barry Alexander Brown)‏ هو كاتب سيناريو ومونتير ومخرج أمريكي، ولد في 28 نوفمبر 1960 في وارينغتون في المملكة المتحدة.

## وصلات خارجية
- باري الكسندر براون على موقع IMDb (الإنجليزية)
- باري الكسندر براون على موقع قاعدة بيانات الأفلام العربية
- باري الكسندر براون على موقع ألو سيني (الفرنسية)
- باري الكسندر براون على موقع أول موفي (الإنجليزية)
- باري الكسندر براون على موقع قاعدة بيانات الأفلام السويدية (السويدية)
- باري الكسندر براون على موقع قاعدة بيانات الفيلم (الإنجليزية)
- باري الكسندر براون على موقع كينوبويسك (الروسية)